# SM i folkbåt
SM i folkbåt är ett årligt återkommande svenskt mästerskap i folkbåt. Fram till och med 1964 seglades distriktsmästerskap (DM) i de delar av Sverige, där Folkbåten var rikt representerad. Från 1965 och framåt har SM i Folkbåt seglats 60 gånger.
Tävlingen har hållits flest gånger i Marstrand - åtta gånger. 
Hans Hamel (Karlshamns SS) har vunnit flest gånger- fem gånger. Thomas Jeppson (Simrishamns SS), Donald Bratt (Vikingarnas SS) och Anders Cederblad (Segelsällskapet Vikingarna) har vunnit fyra gånger vardera.
En nationsflagga före vinnarens båtnamn anger att man seglat ett Internationellt Svenskt Mästerskap. Från och med 2010 är alla SM i Folkbåt internationella och bäste svensk tituleras Svensk Mästare.

## Vinnare
| 1965 | Nynäshamn                          | Friendship (SWE 576) Ole Westerberg, KSSS                                                                                 | Ci-Ci (SWE 602) Sten Bertze, Upsala SS                                                                                    | Mayett (SWE 532) Willy Svensson, Vikingarnas SS                                                                            |                                                                                    | |
| 1966 | Barsebäck                          | Ci-Ci (SWE 1066) Sten Bertze, Upsala SS                                                                                   | båtnamn (SWE xxxx) R Udén, Göteborg                                                                                       | båtnamn (SWE xxxx) L Bergkvist, Göteborg                                                                                   |                                                                                    | |
| 1967 | Sundsvall                          | Amica (SWE 777) Göran Canbäck, Vikingarnas SS Kjell Larsson, Vikingarnas SS                                               | Minerva (SWE xxxx) L Bergqvist, GFK Klas Wikman, GFK                                                                      | Mayett (SWE xxxx) Willy Svensson, VSS                                                                                      |                                                                                    | |
| 1968 | Marstrand                          | Fiorina (SWE 160) Lennart Röök, Ödsmåls KK Lars-Gunnar Röök, Ödsmåls KK Åke Forström, Ljungskile SS                       | Hast (SWE 747) Stefan Sjöström, Hjuvik BK Hans Sverring, Hjuvik BK                                                        | Varg (SWE 66) Kjell Andersson, GFK                                                                                         |                                                                                    | |
| 1969 | Karlshamn                          | Varg (SWE 66) Kjell Andersson, GKSS Bengt Karlsson Olle Grundell                                                          | PePe (SWE 223) Leif Bergqvist, Göteborgs FK Kjell Uhlén Peter Skog                                                        | Minerva (SWE 836) Bertil Lindahl, Malmö SS Jan Andersson Roland Olsson                                                     |                                                                                    | |
| 1970 | Nyköping                           | Zaritza (SWE 1023) Bengt Kilsäter, Karlshamns SS Kalle Nygren Bo Johnsson                                                 | Vindlek (SWE 597) H.Möller, Göteborgs FK                                                                                  | Minerva (SWE 836) Bertil Lindahl, Malmö SS                                                                                 |                                                                                    | |
| 1971 | Limhamn                            | Zorina (SWE 712) Hans Karnfors, Hjuviks BK Inge Petersson Per-Erik Winberg                                                | Charlotte (SWE 1188) Rosling, SS Viken                                                                                    | Marianne (SWE 1155) Karl-Åke Marksell, Helsingborg                                                                         |                                                                                    | |
| 1972 | Sundsvall                          | Tekla (SWE 1077) Bengt Eklund, Sundsvalls SS Håkan Frimanson, SuSS Sten Lindgren, SuSS                                    | Flamingo (SWE 255) Lars Larsson, SS Gullmar                                                                               | Alida (SWE 457) Lennart Claesson, Västkusten FK                                                                            |                                                                                    | |
| 1973 | Marstrand                          | Flamingo (SWE 255) Lars Larsson, SS Gullmar                                                                               | Pajazzo (SWE 712) Bengt Ingemansson, SS Gullmar C. Ingemansson, SS Gullmar Nissbrand, SS Gullmar                          | Dojan (SWE 1166) Rolf Uppström, SS Viken Anders Uppström, SS Viken                                                         |                                                                                    | |
| 1974 | Grisslehamn                        | Flamingo (SWE 255) Lars Larsson, SS Gullmar                                                                               | Dojan (SWE 1166) Rolf Uppström, SS Viken Anders Uppström, SS Viken                                                        | Extreme (SWE 605) Bengt Jarfelt, Hjuviks BK Lars Jarfelt, Hjuviks BK Jan Wennström, Hjuviks BK                             |                                                                                    | |
| 1975 | Karlskrona                         | Flamingo (SWE 255) Lars Larsson, SS Gullmar                                                                               | Älvan (SWE 1211) Erik Ståål, Karlskrona SS                                                                                | Pajazzo (SWE 712) Bengt Ingmansson, SS Gullmar Carina Ingemansson, SS Gullmar Jerzy Lutecki, SS Gullmar                    |                                                                                    | |
| 1976 | Vadstena                           | Slaghöken (SWE 756) Nils Jönsson, Karlskrona SS Ingvar Jönsson, Karlskrona SS Bengt Johansson, Karlskrona SS              | Älvan (SWE 1211) Erik Ståål, Karlskrona SS                                                                                | båtnamn (SWE 1106) Claes-Göran Svensson, Karlskrona SS                                                                     |                                                                                    | |
| 1977 | Lysekil                            | Skruff (SWE 1212) Peter Sohl, Sölvesborgs SS Per-Arne Johansson, Sölvesborgs SS Anders Nilsson, Sölvesborgs SS            | Yatzy (SWE 1247) Bert Andersson, Stenungsunds SS Kent Junkvist, Stenungsunds SS Christer Rolfsman, Stenungsunds SS        | Athena (SWE 1161) Arne Lindahl, Malmö SS Lennart Lindahl, Malmö SS Magnus Eriksson, Malmö SS                               |                                                                                    | |
| 1978 | Lomma                              | Yatzy (SWE 1247) Bert Andersson, Stenungsunds SS Kent Junkvist, Stenungsunds SS Christer Rolfsman, Stenungsunds SS        | Eskapad (SWE 1249) Bengt Jarfelt, Arendal SS Lars Jarfelt, Arendal SS Jan Wensström, Arendal SS                           | Skruff (SWE 1212) Peter Sohl, Sölvesborgs SS Per-Arne Johansson, Sölvesborgs SS Anders Nilsson, Sölvesborgs SS             |                                                                                    | |
| 1979 | Nyköping                           | Eskapad (SWE 1249) Bengt Jarfelt, Arendals SS Lars Jarfelt, Arendal SS Jan Wensström, Arendal SS                          | Kom-och-ta-mig (SWE 1275) Hans Hamel, Karlshamns SS                                                                       | Veronica (SWE 1155) Thomas Jeppsson, Simrishamns SS                                                                        |                                                                                    | |
| 1980 | Vadstena                           | Yatzy (SWE 1247) Bert Andersson, Stenungsunds SS Kent Junkvist, Stenungsunds SS Christer Rolfsman, Stenungsunds SS        | båtnamn (SWE 1272) Göran Andersson, Marstrand SS                                                                          | Amanda (SWE 1243) Bo Hougström, Västkustens FK                                                                             |                                                                                    | |
| 1981 | Marstrand                          | Spunk (SWE 1278) Benny Karlsson, Nyköpings SS Eriksson Johansson                                                          | Chiquita (SWE 1269) Bengtsson, Motala SS Nilsson Bengtsson                                                                | Båtnamn (SWE 1259) Jarl, Motala SS Sjunnesson Palm                                                                         |                                                                                    | |
| 1982 | Karlshamn                          | Sailor (SWE 1290) Torgny Andersson, Simrishamns SS Christer Andersson, Simrishamns SS Mårten Hedlund, Simrishamns SS      | Evergreen (SWE 1293) Claes-Göran Svensson, Karlskrona SS                                                                  | Kom-och-ta-mig (SWE 1275) Hans Hamel, Karlshamns SS                                                                        |                                                                                    | |
| 1983 | Sandhamn                           | Veronica (SWE 1188) Thomas Jeppson, Simrishamns SS Lars Holmgren, Ystad SS Lars-Gustav Dahl, Simrishamns SS               | Spunk (SWE 1278) Benny Karlsson, Nyköpings SS                                                                             | båtnamn (SWE 1249) Mårten Hedlund, Simrishamns SS                                                                          |                                                                                    | |
| 1984 | Karlsborg                          | Clara (SWE 1281) Klas Andersson, Motala SS, Ingemar Andersson, Motala SS, Christel Nilsson, Motala SS                     | Kom-och-ta-mig (SWE 1275) Mats Hedfors, SAS Yacht club Lennart Lokvist                                                    | Shoreline (SWE 1244) Peter Aebeloe, BKSS                                                                                   |                                                                                    | |
| 1985 | Kullavik                           | Eldfågeln (SWE 1279) Sven Thuresson, Björlanda Kile SS Royne Moberg Tommy Fransson                                        | Shoreline (SWE 1244) Peter Aebeloe, Björlanda Kile SS Eive Hedlund                                                        | Veronica (SWE 1188) Thomas Jeppson], Simrishamns SS                                                                        |                                                                                    | |
| 1986 | Ystad                              | Veronica (SWE 1188) Thomas Jeppson, Simrishamns SS Lars Holmgren, Ystad SS Göran Lindström, Simrishamns SS                | båtnamn (SWE 1243) Thomas Blomqvist, Karlshamns SS                                                                        | Susannika (SWE 1320) Anders Olsson, Simrishamns SS                                                                         |                                                                                    | |
| 1987 | Oxelösund                          | Susannika (SWE 1320) Anders Ohlsson, Simrishamns SS Anders Nyberg, Simrishamns SS Jörgen Persson, Simrishamns SS          | Evergreen (SWE 1293) C-G Svensson, Karlshamns SS                                                                          | båtnamn (SWE 1288) Hans Persson, Karlshamns SS                                                                             |                                                                                    | |
| 1988 | Motala                             | Veronica (SWE 1188) Thomas Jeppson, Simrishamns SS Lars Holmgren, Ystad SS Lars-Gustav Dahl, Simrishamns SS               | Eldfågeln (SWE 1279) Sven Thuresson, Björlanda Kile SS                                                                    | Tummelisa (SWE 1311) Erik Holmer, Vikingarnas SS Stefan Winberg Johan Rasin                                                |                                                                                    | |
| 1989 | Träslövsläge                       | Veronica (SWE 1188) Thomas Jeppson, Simrishamns SS Lars Holmgren, Ystad SS Lars-Gustav Dahl, Simrishamns SS               | Nyfiken Gul (SWE 1254) H Crafoord Hans Hamel                                                                              | Susannika (SWE 1320) Anders Ohlsson, Simrishamns SS                                                                        |                                                                                    | |
| 1990 | Karlshamn                          | Nyfiken Gul (SWE 1254) Hans Hamel, Karlshamns SS                                                                          | Gardenia (SWE 1287) Pär Nilsson, Karlshamns SS                                                                            | båtnamn (SWE 1274) K Alnebeck, C4SS                                                                                        |                                                                                    | |
| 1991 | Oxelösund                          | Lisett (SWE 1336) Hans Persson, Karlshamns SS Lars Persson -                                                              | Kajsa (SWE 1340) Henrik Spångberg, Vikingarnas SS Mikael Algvere, Vikingarnas SS Peder Cederschiöld, Vikingarnas SS       | Nyfiken Gul (SWE 1254) Hans Hamel, Karlshamns SS                                                                           |                                                                                    | |
| 1992 | Marstrand                          | Voila (SWE 1049) Erik Andreasen, Kerteminde SK Andreasen Jensen                                                           | - (SWE 1243) Hamel, Karlshamns SS Blomqvist Mattsson                                                                      | - (SWE 1279) Hermansson, Långedrags SS Näslund Fälth                                                                       |                                                                                    | |
| 1993 | Vadstena                           | Mörkblå (SWE 1306) Hans Hamel, Karlshamns SS Johan Malmgren Sandberg                                                      | - (SWE xxxx) Benny Karlsson Lundqvist Zetterström                                                                         | - (SWE 1258) Bengtsson Andersson Holmertz                                                                                  |                                                                                    | |
| 1994 | Limhamn                            | Mörkblå (SWE 1306) Hans Hamel, Karlshamns SS Per Wettergran Johan Malmgren                                                | Gardenia (SWE 1287) Pär Nilsson, Karlshamns SS Tommy Malm Ulf Broddeson                                                   | Johanna (SWE 1188) Stefan Jeanson, Långedrags SS Dennis Josefsson Jan Norén                                                |                                                                                    | |
| 1995 | Nynäshamn                          | - (SWE 1330) Mårten Hedlund, Malmö SS Peter Andrén Kester Pettersson                                                      | Gardenia (SWE 1287) Pär Nilsson, Karlshamns SS Hallsten Ulf Broddeson                                                     | Kryzz (SWE 1335) Jan Nilsson, GHSS Johansson Svensson                                                                      |                                                                                    | |
| 1996 | Halmstad                           | Kryzz (SWE 1335) Jan Nilsson, Halmstads SS Frank Johansson, HSS Bo Svensson, HSS                                          | Chrichan (SWE 1336) Christer Persson, Lommabuktens SK Peter Dagner, LBS Björn Jönsson, LBS                                | Evergreen (SWE 1293) Bo Kogerfelt, SK Kaparen Kalmar Gösta Schwarz, SKK Anna Kogerfelt, SKK                                |                                                                                    | |
| 1997 | Marstrand                          | Chrichan (SWE 1336) Christer Persson, Lommabuktens SK Peter Dagner Björn Jönsson                                          | båtnamn (SWE 1279) Malte Hermansson, Långedrags SS                                                                        | Kajsa (SWE 1340) Donald Bratt, Vikingarnas SS Torben Cederberg, Västerås SS Carl-Åke Lagergren, KSSS                       |                                                                                    | |
| 1998 | Karlshamn                          | Chrichan (SWE 1336) Christer Persson, Lommabuktens SK Peter Dagner, LBS Björn Jönsson, LBS                                | Kajsa (SWE 1340) Donald Bratt, Vikingarnas SS Torben Cederberg, Västerås SS Carl-Åke Lagergren, KSSS                      | Kryzz (SWE 1335) Jan Nilsson, Halmstads SS                                                                                 |                                                                                    | |
| 1999 | Saxarfjärden/Stockholm             | Blåtira (SWE 1339) Klas Andersson, SS Vättern Hans Asklund, SSV Jacob Andersson, SSV                                      | Kryzz (SWE 1335) Jan Nilsson, Halmstads SS                                                                                | Chrichan (SWE 1336) Christer Persson, Lommabuktens SK Peter Dagner, LBS Björn Jönsson, LBS                                 |                                                                                    | |
| 2000 | Vadstena                           | Cavatina (SWE 1260) Anders Lindholm, SS Vättern Bobo Lindholm Göran Svensson                                              | båtnamn (SWE 598) Thomas Olsson, Halmstads SS                                                                             | Slaghöken (SWE 756) Markus Larsson, Halmstads SS                                                                           |                                                                                    | |
| 2001 | Stockholm                          | Sjöjungfrun (SWE 1358) Donald Bratt, Vikingarnas SS Torben Cederberg, WESS Per Hörberg, Lidingö SS                        | Snudd (SWE 1305) Leif Ahlqvist, Vikingarnas SS Ulf Boman                                                                  | Cavatina (SWE 1260) Anders Lindholm, SS Vättern Bobo Lindholm Kenneth Ragneby                                              |                                                                                    | |
| 2002 | Marstrand                          | Grønskollingen (DEN 641) Kim Fogde, Kastrup SK Tonny Povlsen, Sundby Sejlforening Martin, Sundby Sejlforening             | Sulajma (DEN 729) John Wulff, Kastrup SK                                                                                  | Caribbean (GER 896) Friedrich Mahrt, MIYC                                                                                  |                                                                                    | |
| 2003 | Lomma                              | Matilda III (SWE 1289) Anders Olsen, Vikingarnas SS Jonas Capelle Per Wärnegård                                           | Sulajma (DEN 729) John Wulff, Kastrup SK Finn Vind Nielsen Inge Wulff                                                     | - (DEN 972) Johnny Jörgenssen, Sundby SF Jan Haagensen Ulrik Storm                                                         |                                                                                    | |
| 2004 | Vadstena                           | Olivia (SWE 1323) Lars-Gunnar Lindberg, Vikingarnas SS Hans Gustavsson, Vikingarnas SS Per-Olof Johansson, Vikingarnas SS | Matilda III (SWE 1289) Anders Olsen, Vikingarnas SS Jonas Capelle Per Wärnegård                                           | - (SWE 1346) Jan Björnberg, Vikingarnas SS Lars Köhler, Käppala BS Kerstin Bjurling, Vikingarnas SS                        |                                                                                    | |
| 2005 | Sandhamn                           | Sol-Lie (GER 308) Andreas Christiansen, Flensburg SC Felix Christiansen, Hamburg RV Sven Anderzen, Flensburg SC           | Olivia (SWE 1323) Lars-Gunnar Lindberg, Vikingarnas SS Hans Gustavsson, Vikingarnas SS Per-Olof Johansson, Vikingarnas SS | Tummelisa (SWE 1311) Johan Rasin, Vikingarnas SS Erik Holmer, Vikingarnas SS Hobrik Wärnegård, Vikingarnas SS              |                                                                                    | |
| 2006 | Marstrand                          | Grønskollingen (DEN 641) Kim Fogde, Kastrup SK Tony Paulsen, Sundby Sejlforening Allan Hansen, Kastrup SK                 | Matilda III (SWE 1289) Anders Olsen, Vikingarnas SS Jonas Capelle Per Wärnegård                                           | Slow motion (SWE 1346) Lars Köhler, Käppala BS Yvonne Jergard, KÄBS Ronny Köhler, KÄBS                                     |                                                                                    | |
| 2007 | Råå/Helsingborg                    | Sjöjungfrun (SWE 1358) Donald Bratt, Vikingarnas SS Björn Axel Johansson, Ljungskile SS Lars Landén, Malmö SS             | Tummelisa (SWE 1311) Johans Rasin, Vikingarnas SS Erik Holmer Hobrik Wärnegård                                            | Slow motion (SWE 1346) Lars Köhler, Käppala BS Yvonne Jergard, KÄBS Ronny Köhler, KÄBS                                     |                                                                                    | |
| 2008 | Utö/Stockholm                      | Slow motion (SWE 1346) Lars Köhler, Käppala BS Bert Höijer Torkel Wollfeldt                                               | Sjöjungfrun (SWE 1358) Donald Bratt, Vikingarnas SS Torben Cederberg, (JKV) Carl-Åke Lagergren, KSSS                      | Blåtira (SWE 1339) Klas Andersson, SS Vättern Hans Asklund, SSV Jacob Andersson, SSV                                       |                                                                                    | |
| 2009 | Marstrand                          | Chiquita (GER 658) Christoph Nielsen, SV03 Berlin Torben Dehn, SV03 Berlin Klaus Reichenberger, SC Eckernförde            | - (GER 536) Michael Felandt, KYC Horst Dittrich Bernd Hansen                                                              | - (GER 533) Horst Stephan Schultze, SVA Peter Przywarra Johannes Schultze                                                  |                                                                                    | |
| 2010 | Sandhamn                           | Sjöjungfrun (SWE 1358) Donald Bratt, Vikingarnas SS Torben Cederberg, JKV Carl-Åke Lagergren, KSSS                        | Panik (SWE 1274) Per-Arne Johansson, Karlshamns SS Håkan Allgurén, Karlshamns SS Ulf Olsson, Karlshamns SS                | Slow motion (SWE 1346) Lars Köhler, Käppala BS Yvonne Jergard, KÄBS Ronny Köhler, KÄBS                                     |                                                                                    | |
| 2011 | Stockholm                          | Amanda (SWE 1303) Bengt Jarfelt, Vikingarnas SS Staffan Sollerhag, OXSS Ola Zetterberg, VSS                               | Kajka (SWE 1355) Per Jørgensen, Kolding Sejlklub Kristian Hansen, Kolding Sejlklub Claes Hoglert, STOSS                   | Tummelisa (SWE 1311) Bengt Lindholm, KSSS Erik Holmer, VSS Johan Rasin, VSS                                                |                                                                                    | |
| 2012 | Ljungskile                         | Slow motion (SWE 1346) Lars Köhler, Käppala BS Yvonne Jergard, KÄBS Ronny Köhler, KÄBS                                    | Tummelisa (SWE 1311) Bengt Lindholm, KSSS Erik Holmer, VSS Johan Rasin, VSS                                               | Mermaid (USA 109) Mike Goebel, Bay View Boat Club Donald Bratt, VSS Björn Axel Johansson, LJSS                             |                                                                                    | |
| 2013 | Ystad                              | Bango (DEN 972) Johnny Jørgensen, Jaegerspris Sejlklub                                                                    | Havfruen (SWE 1358) Jan Gustafson, Malmö SS Donald Bratt, Vikingarnas SS Peter Dagner, Lommabuktens SK                    | Oberstinden (DEN 722) Per Damm, Kastrup Sejlklub                                                                           |                                                                                    | |
| 2014 | Nynäshamn                          | Kajka (DEN 11) Per Jørgensen, Kolding Sejlklub Claes Hoglert Søren Kæstel                                                 | Bango (DEN 972) Johnny Jørgensen, Jaegerspris Sejlklub Gert Henriksen Bent Nielsen                                        | Olivia (SWE 1323) Lars-Gunnar Lindberg, Vikingarnas SS Lars Blomberg, Vikingarnas SS Thomas Niejahr, Vikingarnas SS        |                                                                                    | |
| 2015 | Ljungskile                         | Kajka (DEN 66) Per Jørgensen, Kolding Sejlklub Claes Hoglert Kristian Hurtig-Hansen                                       | Bango (DEN 972) Johnny Jørgensen, Jaegerspris Sejlklub Gert Henriksen Bent Nielsen                                        | Gollo (SWE 1394) Rolf Uppström, Ljungskile SS Jan Aronsson, Ljungskile SS Björn Axel Johansson, Ljungskile SS              |                                                                                    | |
| 2016 | Stockholm                          | Bango (DEN 972) Johnny Jørgensen, Jaegerspris Sejlklub Gert Henriksen, Kastrup Sejlklub Bent Nielsen, Kolding Sejlklub    | La Pampri (FIN 348) Herman Saari, SMPS Aleksi Lehtonen, NPS Thomas Hacklin, ASS                                           | Mathilda II (SWE 1289) Anders Olsen, Vikingarnas SS Per Wärnegård, Vikingarnas SS Johan Wärnegård, Vikingarnas SS          |                                                                                    | |
| 2017 | Halmstad                           | Kajka (SWE 55) Per Jørgensen, Kolding Sejlklub Andreas Granlund Claes Hoglert                                             | Bango (DEN 972) Johnny Jørgensen, Jaegerspris Sejlklub Gert Henriksen, Kastrup Sejlklub Bent Nielsen, Kolding Sejlklub    | Slaghöken II (SWE 1328) Anders Cederblad, SS Vikingarna Kalmar Magnus Johansson, Karlskrona SS Jonas Konrad, Karlskrona SS |                                                                                    | |
| 2018 | Simrishamn                         | Paula (GER 466) Walter Furthmann, Yacht-Club Strande Wolfgang Heck Hans-Christian Mrowka                                  | NOA (SWE 1373) Hans Hamel, Karlshamns SS Jerry Håkansson, Karlshamns SS Lina Hamel, Karlshamns SS                         | Amicitia (SWE 1386) Peter Wrahme, Karlskrona SS Henrik Uppström, Karlskrona SS                                             |                                                                                    | |
| 2019 | Rastaholm/Stockholm                | Kajka (DEN 703) Per Jørgensen, Kolding Sejlklub Andreas Granlund Claes Hoglert                                            | Bango (DEN 972) Johnny Jørgensen, Jaegerspris Sejlklub Kim Baun Gert Henriksen, Kastrup Sejlklub                          | Redoutable (GER 617) Gunter May, SV03 Berlin Hajo Meyer Heinz Wohlrab                                                      | Eldfågeln (GER 1135) Horst Stephan Schultze, SVA Arnis Karl Rath Johannes Schultze | Snudd (SWE 1942) Hans Hamel, Karlshamns SS Lina Hamel, Karlshamns SS Christian Söderbäck, Vikingarnas SS |
| 2020 | Stenungsund, inställd pga Covid-19 | | | |                                                                                    | |
| 2021 | Stenungsund                        | Bango (DEN 972) Johnny Jørgensen, Jaegerspris Sejlklub Kim Baun Gert Henriksen, Kastrup Sejlklub                          | Ella (FIN 300) Steffi Westerlund, Brändö seglare Fabian Björndahl Laura Peltola-Corral                                    | Sjöjungfrun (SWE 1358) Donald Bratt, Stenungsunds SS Björn Axel Johansson, Ljungskile SS Lars Landén, Malmö SS             |                                                                                    | |
| 2022 | Ystad                              | Sulajma (DEN 726) John Wulff, Sundby Sejlforening Benny Christensen Andreas Granlund                                      | Emelie (SWE 1390) Lennart Magnusson, Långedrags Segelsällskap Mats Brodefors Kjell Vågfelt                                | Chess (SWE 1391) Pontus Johnsson, Ystad Segelsällskap Roger Olsson Mats Sjöberg                                            |                                                                                    | |
| 2023 | Västervik                          | Sulajma (DEN 726) John Wulff, Sundby Sejlforening Benny Christensen Andreas Granlund                                      | Selma (SWE 1255) Anders Cederblad, Segelsällskapet Vikingarna Anders Jalmander Ola Schwarz                                | Bango (DEN 972) Johnny Jörgensen, Jaegerspris Sejlklub Kim Baun Gert Henriksen                                             |                                                                                    | |
| 2024 | Karlsborg                          | Selma (SWE 1255) Anders Cederblad, Segelsällskapet Vikingarna Anders Jalmander Ola Schwarz                                | Pas Sais (DEN 703) Per Jörgensen, Kolding Sejlklub Andreas Granlund Claes Hoglert                                         | Isobella (GBR 808) John Wulff, Jaegerspris Sejlklub Benny Christensen Michael Møller                                       |                                                                                    | |
| 2025 | Kalmar                             | Selma (SWE 1255) Anders Cederblad, Segelsällskapet Vikingarna Anders Jalmander Ola Schwarz                                | Paula (GER 466) Walther Furtmann, Yacht Club Strande e.V. Hans Christian Mrowka Uwa Grigull                               | Emelie (SWE 1390) Lennart Magnusson, Långedrags Segelsällskap Mats Brodefors Kjell Vågfelt                                 |                                                                                    | |